# Крим-Конго геморагічна гарячка
Крим-Ко́нго геморагі́чна гаря́чка (англ. Crimean-Congo haemorrhagic fever (CCHF), син.: середньоазійська, узбецька, болгарська геморагічна гарячка, карахалак, англ. Central Asian haemorrhagic fever) — гостре арбовірусне, природно-осередкове, зоонозне захворювання, яку переносять іксодові кліщі та рідше мокреці. Вона проявляється гострим початком, двохвильовою гарячкою, виразною інтоксикацією й тромбогеморагічним синдромом / синдромом дисемінованого внутрішньосудинного згортання (ДВЗ-синдром). Призводить до летальності 10-40%. Захворювання відносять до групи арбовірусних хвороб.

## Історичні відомості

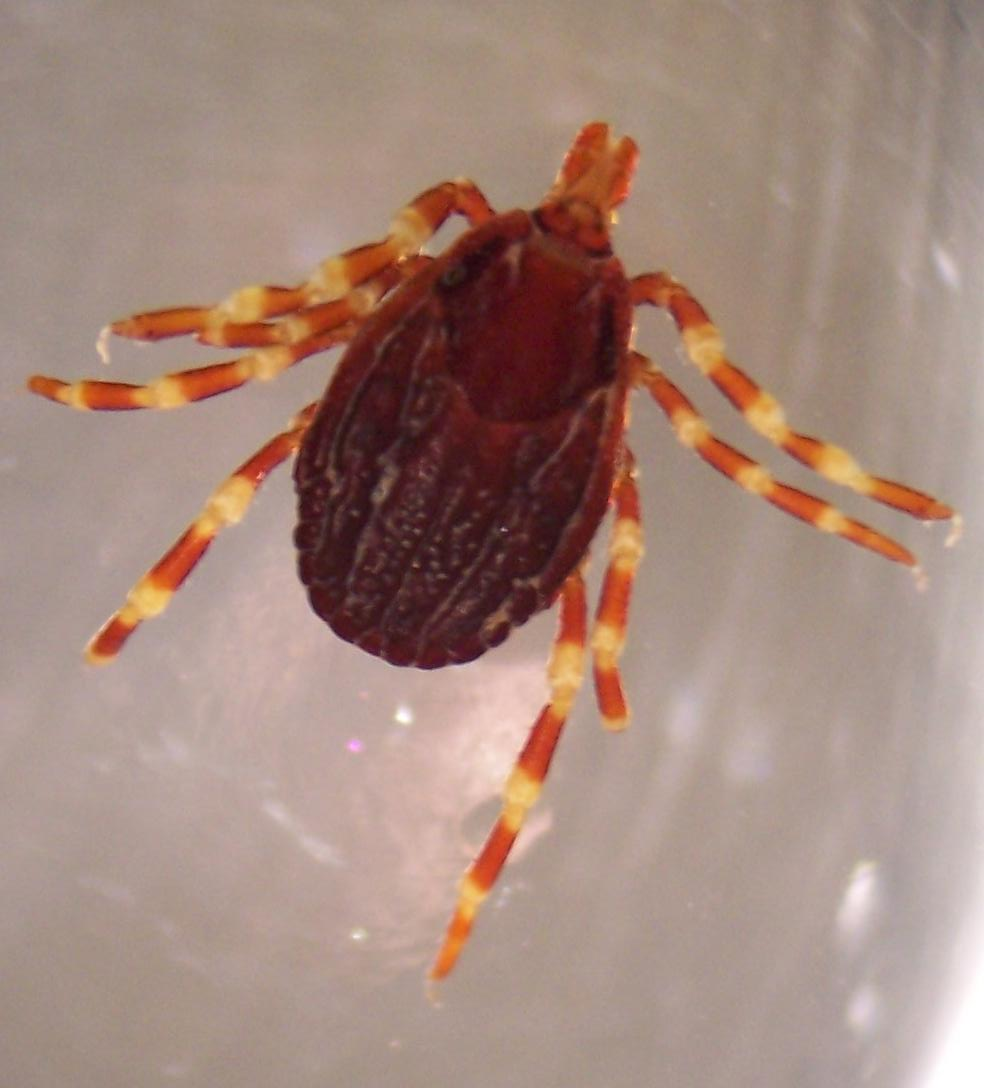
Іксодовий кліщ з роду Hyalomma — Hyalomma marginatum, що є переносником Крим-Конго геморагічної гарячки у Північній Африці.

Хоча вважається, що перші згадки про цю геморагічну гарячку є в літописах XII століття з території нинішнього Таджикистану, однак лише в ХХ ст., в 1930-ті роки у Криму вперше детально описано випадки тяжкого захворювання під назвою «гострий інфекційний токсикоз». У 1944—1945 рр. під час спалаху хвороби (летальність досягла 10 %) під керівництвом М. П. Чумакова виділено вірус з крові хворих і з іксодових кліщів, доведено нозологічну самостійність хвороби з назвою «кримська геморагічна гарячка», що було в подальшому визнано міжнародною медичною спільнотою. У 1956 році ідентичний за антигенним складом вірус було виділено у Конго з крові хворого на геморагічну гарячку, внаслідок чого хвороба врешті-решт одержала сучасну назву — Крим-Конго геморагічна гарячка,.

## Актуальність
Нозоареал поширення Крим-Конго геморагічної гарячки досить широкий і відповідає регіонам поширення іксодових кліщів роду Hyalomma та мокреців Culicoides. Захворювання реєструють в країнах Південно-Східної Азії, Центральної Азії, Південно-Східної і Центральної Європи, Африки, Середземномор'я, Чорноморського басейну. Взагалі, хвороба поширена південніше від 50-ї північної паралелі.
Актуальність цієї гарячки для України пояснюється наявністю природних осередків, де резервуаром і переносником інфекції можуть бути певні іксодові кліщі, додатковим резервуаром — різні дикі й свійські тварини. Найбільше поширена ця гарячка в південно-східній Україні, включаючи звісно Кримський півострів, дуже рідко може зустрічатися в лісистих районах північно-східної України. В інших регіонах України вона не виявлена як в дикому середовищі, так і в людей. Існує висока ймовірність завезення інфекції з ендемічних регіонів. Увага клініцистів до цієї хвороби обумовлено складністю розпізнавання захворювання на ранніх стадіях, тяжкістю перебігу й летальністю, що за певних обставин досягає 30 %. Захворювання з подібною клінічною симптоматикою реєструється й в інших регіонах. Найтяжчі спалахи були зареєстровані в ОАЕ (1995 р.) з летальністю до 73 %, Іраку (1980 р.) до 64 %.
В останні роки нові осередки хвороби з'явилися в кількох балканських країнах, на північному заході Росії, у Туреччині. Починаючи з 2002 року, Туреччина переживає найбільшу зареєстровану захворюваність у більше ніж 2500 випадків. Потенційні причини виникнення або повернення Крим-Конго геморагічної гарячки у регіони, з яких вона колись щезла, включають зміни клімату, які істотно впливають на швидкість розмноження кліщів Hyalomma, а також антропогенних чинників (наприклад, зміни в сільському господарстві та мисливстві). З огляду на численність кліщів, тварин — джерел інфекції, сприятливий клімат і екологічі параметри в інших країнах півдня Європи, Середземномор'я, Крим-Конго геморагічна гарячка є характерним прикладом тих трансмісивних хвороб, які можуть ймовірно поширюватися на ті країни навколо Середземноморського басейну, де вони раніше не зустрічалися.
У 2022 році МОЗ Іраку сповістило, що у країні з 1 січня по 22 травня йде епідемія хвороби. Виявлено 212 захворілих, з яких 27 померло
Вірус Крим-Конго геморагічної гарячки віднесено до тих біологічних агентів, якв офіційно включено до переліку чинників біологічної зброї.

## Етіологія
Збудник Крим-Конго геморагічної гарячки — Crimean-Congo hemorrhagic fever virus (Haemorragogenes chumakovi), вірус, що містить РНК і належить до родини Bunyaviridae. Локалізується переважно в цитоплазмі, малостійкий у навколишньому середовищі, при кип'ятінні інактивується моментально, чутливий до етеру, хлороформу, дезрозчинів. Ліофілізована культура зберігається понад два роки. Найбільш чутливі до вірусу клітини нирок ембріона свиней, сирійських хом'яків, мавп. Дорослі лабораторні тварини (пацюки, миші) не захворюють на Крим-Конго геморагічну гарячку, але переносять безсимптомну інфекцію.

## Епідеміологічні особливості

### Джерело інфекції
Основним переносником і резервуаром інфекції є іксодові кліщі, переважно з роду Hyalomma, рідше — мокреці Culicoides, чим і обумовлене формування ендемічних вогнищ. Кліщі здатні до трансоваріальної передачі вірусу. Резервуаром вірусу також є невеликі дикі ссавці — лісова миша, малий ховрах, заєць-русак, вухатий їжачок, птахи (зокрема, граки), свійські рогаті тварини — корови, вівці, кози.

### Механізм і фактори передачі
Механізм передачі вірусу — трансмісивний, через укус кліща або мокрецю. Не виключається можливість повітряно-пилової передачі, але як варіанта контактного механізму. Зараження можливе в лабораторних і внутрішньолікарняних умовах, а також — при контакті з мертвою твариною. З зараженим пилом через повітря, з кров'ю зараженою людини віруси здатні потрапляти в організм особи через мікротравми. Кліщі зберігають вірус довічно, людина заразна у період гарячки.

### Сприйнятливий контингент та імунітет
Частіше хворіють особи, які зайняті в сільському господарстві, віком 20-60 років (80 % випадків). Сезонність — з травня по вересень в Україні, визначається періодами найбільшої активності кліщів і сільськогосподарських робіт. Сприйнятливість людей висока, після перенесеного захворювання зазвичай формується стійкий імунітет.

## Патогенез
Вірус проникає через шкіру з укусом кліща або внаслідок дрібних травм при контакті з кров'ю хворих людей (при внутрішньолікарняному зараженні). На місці воріт інфекції значних змін не спостерігають. Вірус проникає в кров і накопичується в клітинах системи макрофагальних фагоцитів, відбувається його розмноження з наступною масивною вірусемією. Вірус має вазотропну дію, а також пошкоджує гіпоталамічну ділянку головного мозку і кору надниркових залоз. При вторинній, більш масивній вірусемії з'являються ознаки загальної інтоксикації, ураження ендотелію судин і розвивається різної виразності ДВЗ-синдром. Важливу роль у патогенезі Крим-Конго геморагічної гарячки відіграють імунні комплекси. Багато питань патогенезу цієї хвороби на цей час залишаються невивченими та не проясненими.
Патологоанатомічні зміни характеризуються геморагічними проявами різної інтенсивності: у шкірі — крововиливи, у печінці — підвищене кровонаповнення, набряк, еозинофільні некрози (тільця Каунсілмена), у серці — дистрофічні зміни, крововиливи в епікард/вісцеральний перикард, перикард, ендокард, у травній системі — множинні геморагії в слизові оболонки, нерідко наявність крові в просвіті шлунку, кишок, однак запальні зміни відсутні. У легенях — крововиливи і набряк, у нирках та надниркових залозах — крововиливи, зерниста дистрофія, у головному мозку — набряк, мозкові оболони гіперемовані, крововиливи діаметром 1-1,5 см з руйнуванням мозкової речовини.

## Клінічні прояви

### Класифікація
Загальноприйнята клінічна класифікація хвороби не розроблена, згідно МКХ−10 виділяють «Крим-Конго геморагічну гарячку» А98.0. Необхідно оцінювати ступінь тяжкості захворювання (легкий, середньотяжкий, тяжкий). Тяжкість стану оцінюється за ступенем виразності загальнотоксичного, геморагічного синдромів і характеру ураження органів й систем протягом усього періоду хвороби.
У клінічному перебігу виділяють:
1. початковий (догеморагічний) період;
2. геморагічний;
3. період реконвалесценції.

### Початковий період
Інкубаційний період становить 1-14 днів (у середньому 2-7 днів). Продроми немає. Хвороба починається раптово. Хворі можуть вказати навіть точну годину появи клінічних проявів. У початковому періоді розвиваються загальнотоксичні прояви. Відбувається швидке підвищення температури до 39-41ºС, іноді з виразним ознобом. Сильний головний біль, біль у суглобах, м'язах, попереку, ломота в усьому тілі. Можливе здуття живота, діарея, блювання, не пов'язане з прийомом їжі, біль у животі. Рідкі прояви — запаморочення, порушення свідомості, виражений м'язовий біль, запалення верхніх дихальних шляхів. При огляді відзначають гіперемію обличчя, шиї, ротоглотки, верхнього відділу грудної клітки; ін'єкцію кровоносних судин склер і кон'юнктив, сухість у роті, нерідко позитивне (болісне) постукування по спині у попереку. З боку серцево-судинної системи — відносна брадикардія, гіпотонія, глухість серцевих тонів.
Початковий період триває від 1 до 7 днів (у середньому 3-4 дні), потім температура тіла знижується до субфебрильної на 1-2 дні, у цьому періоді й починається геморагічний синдром з наступним підвищенням знову температури тіла до високих цифр. Така «двохвильова» температурна крива — характерна ознака Крим-Конго геморагічної гарячки. У легких і середньотяжких випадках — гарячка частіше без другої хвилі.

### Геморагічний період

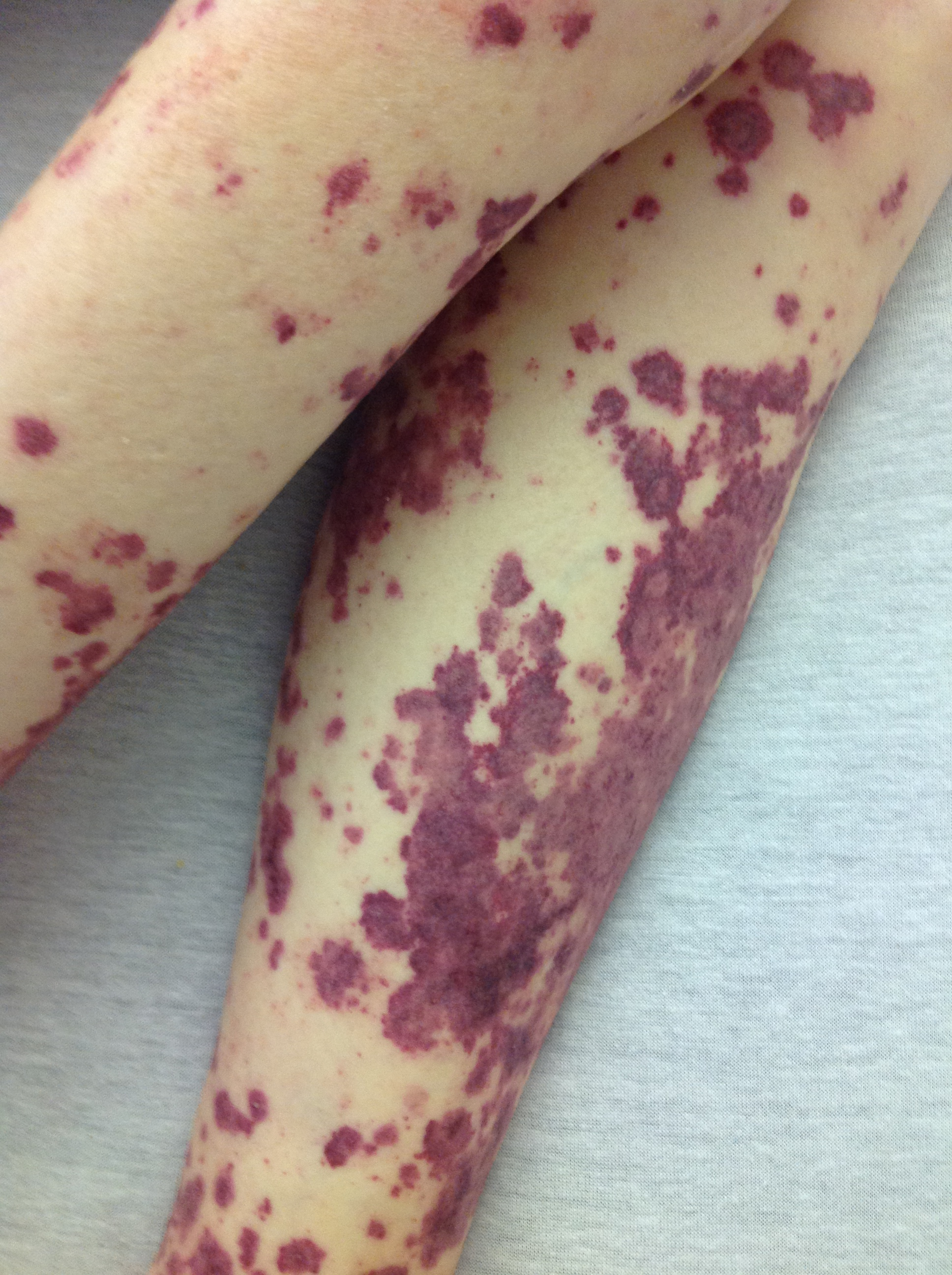
Петехіальний висип на кінцівках

Відповідає періоду розпалу захворювання, починається з 3-7 дня хвороби й триває від 1 до 10 днів. Виразність ДВЗ-синдрому визначає тяжкість й прогноз хвороби. При цьому відзначається ряд клінічних симптомів. Висип на шкірі спочатку петехіальний, у цей час з'являється енантема на слизових оболонках ротоглотки, потім з'являється геморагічний висип на шкірі й слизових, гематоми в місцях ін'єкцій, кровотечі різної локалізації (прогностично несприятливою ознакою є шлунково-кишкова кровотеча, макрогематурія). Тривалість кровотеч 1-10 днів. Гіперемія обличчя змінюється блідістю, саме обличчя одутле, губи ціанотичні, є акроціаноз. У цей період характерний біль у животі, блювання, діарея, збільшена й болісна печінка, болісне колотіння у попереці, у деяких випадках — олігурія, навіть анурія. Брадикардія змінюється тахікардією (що вказує на тяжкий перебіг), іноді з аритмією, тони серця глухі, артеріальний тиск знижений. У 10-25 % випадків — менінгеальні симптоми, можливе марення; нерідко змінюється поведінка хворого — він стає сонливим, хоча така розслабленість нетривала й часто протягом доби змінюється на неспокійність і агресивність.

### Реконвалесценція
Нормалізація температури тіла й припинення кровотеч характеризує перехід до періоду видужання (реконвалесценції). Тривалий час зберігається астенізація (до 1-3 місяців). У окремих хворих можуть бути легкі форми хвороби, що перебігають без виразного тромбогеморагічного синдрому, але ці форми, як правило, залишаються не виявленими. Пульс тривало залишається лабільним, є гіпотонія, астенія. Після видужання можуть залишатися алопеція й моно- або поліневрити.

## Ускладнення
Найбільш тяжкі ускладнення розвиваються в розпал хвороби й пов'язані зі станами, що загрожують життю хворого:
- масивна кровотеча,
- гіповолемія,
- набряк-набухання головного мозку,
- набряк легень,
- синдром Вотергауза — Фредеріксена (гостра надниркова недостатність),
- гостра печінкова недостатність,
- ниркова недостатність,
- тромбофлебіти.

Відносно рідше й пізніше можуть виникнути ускладнення, пов'язані з приєднанням вторинної інфекції — фокальна пневмонія, отит, сепсис. Прогноз серйозний. Летальність досить висока, смерть наступає зазвичай на 2-му тижні хвороби.

## Діагностика

### Клінічна діагностика
Важливими клінічно-епідеміологічними критеріями при постановці діагнозу є епідеміологічні передумови (перебування в ендемічних регіонах, укуси кліщів, сезон, рівень захворюваності тощо) і характерні клінічні симптоми: гострий початок, рання інтоксикація й різко виражений ДВЗ-синдром, двохвильова температурна крива, лейкопенія, анемія, тощо.

### Загальна лабораторна діагностика
При лабораторному дослідженні крові з перших днів хвороби виявляють різку лейкопенію, нейтропенію із зсувом до юних форм, мієлобластів, тромбоцитопенію, анеозинофілію, гіпохромну анемію, помірне збільшення ШОЕ. Високий показник гематокриту може свідчити про несприятливий прогноз, а лейкоцитоз — про бактеріальні ускладнення. У сечі — протеїнурія, мікро- і макрогематурія. За наявності виразних загальномозкових, менінгеальних симптомів у спинномозковому лікворі можна виявити свіжі й змінені еритроцити. Біохімічні показники характеризуються помірним підвищенням активності амінотрансфераз (АлАТ й АсАТ), вмісту білірубіна (за рахунок непрямої його фракції), тоді як збільшення прямого білірубіна — несприятлива ознака. Відзначають дуже високий вміст фібриногену, продуктів його деградації. У тяжких випадках — помірне підвищення рівня сечовини, залишкового азоту, креатиніну.

### Специфічна лабораторна діагностика
Важлива й надійна складова підтвердження клінічного діагнозу, але в практичній роботі використовують її рідко. Виділення вірусу з крові можливе в перші 2-3 дні захворювання, проводиться в спеціалізованих лабораторіях шляхом зараження піддослідних тварин або на культурі тканини. Для специфічної діагностики використовують полімеразну ланцюгову реакцію (ПЛР), РНІФ. Серологічні реакції мають більш ретроспективне значення, тому що антитіла з'являються відносно пізно: здійснюють реакцію зв'язування комплементу (РЗК), реакцію нейтралізації (РН) і оцінюють їх в динаміці зростання.

## Лікування

### Загальні заходи
При лікуванні необхідна ізоляція хворого з дотриманням правил, спрямованих на захист персоналу від зараження кров'ю хворого, на знищення переносників. У випадку наявності ДВЗ-синдрому — лікування в реанімаційному відділенні. Дотримуються обережного транспортування й повного фізичного спокою до закінчення періоду геморагічних проявів. Введення лікарських засобів роблять внутрішньовенно (в/в).

### Етіотропна терапія
Ефективного етіотропного лікування немає. На ранніх стадіях хвороби можливе застосування рибавірину (2 г на добу, курс — 3-5 днів). Був отриманий позитивний ефект при в/в введенні імунної плазми крові (150—200 мл), сироватки (60-100 мл) з крові реконвалесцентів, гіперімунного гамма-глобуліну (гетерогенного) — всі ці засоби застосовують за життєвими показниками.

### Патогенетичне лікування
Як і при всіх геморагічних гарячках, важливого значення набуває патогенетична терапія. Проводять інтенсивну дезінтоксикацію, при цьому необхідно уважно стежити за станом водного балансу, при необхідності (загроза набряку легень) вводять сечогінні засоби, глюкокортикостероїди (ГКС). Одночасно застосовують гемостатичні препарати (5 % амінокапронова кислота, фібриноген, хлорид кальцію, етамзилат) при постійному контролі стану кровозгортання. За наявності геморагічного синдрому — переливання крові (краще так званої свіжоцитратної), плазми, а також еритроцитарної та/або тромбоцитарної маси. Застосовують десенсибілізуючі, серцево-судинні засоби, препарати, які зміцнюють судинну стінку, при розвитку набряку легень або бактеріального ускладнення — антибіотики.

## Профілактика

### Загальна профілактика
Полягає в проведенні заходів щодо боротьби з кліщами й захисту від них людей. Потрібна своєчасна госпіталізація й ізоляція хворих. У стаціонарах і лабораторіях необхідно попередити зараження від хворих та їх біологічного матеріалу. Запобіжного заходу повинні дотримуватися на всіх етапах обстеження хворого, взяття матеріалу, при проведенні лабораторних досліджень тощо. У вогнищах проводять заключну дезінфекцію.

### Специфічна профілактика
Для запобігання захворювання людей за епідемічними показниками в ендемічних районах застосовують інактивовану формаліном вакцину з мозку заражених сосунців білих мишей або білих щурів. Контингент групи ризику — працівники сільського господарства, лісники, співробітники лабораторій, які працюють з культурами збудника. Для екстреної профілактики використовують специфічний імуноглобулін. Заходи в ендемічному осередку включають також дератизацію і дезінсекцію.